# International Federation of PGA Tours
Die International Federation of PGA Tours ist die Vereinigung der wichtigsten professionellen Turnierserien im Golfsport.
Derzeit umfasst die International Federation of PGA Tours folgende Mitglieder:
- Die Asian Tour (für Asien außer Japan)
- Die Japan Golf Tour (Japan; dritthöchstes Preisgeld)
- Die PGA European Tour (spielt auch in Afrika, Asien und Australien; zweithöchstes Preisgeld)
- Die PGA TOUR (Nordamerika, mit ganz wenigen Ausnahmen nur in den USA; höchstes Preisgeld)
- Die PGA Tour of Australasia (Australien sowie Turniere in Neuseeland und China)
- Die Sunshine Tour (südliches Afrika – hauptsächlich Südafrika)

Die in diesen sechs Turnierserien erzielten Ergebnisse sind relevant für die Berechnung der offiziellen Golfweltrangliste (Official World Golf Rankings).